# The Lash of Power
The Lash of Power er en amerikansk stumfilm fra 1917 af Harry Solter.

## Medvirkende
- Kenneth Harlan som John Rand.
- Carmel Myers som Marion Sherwood.
- Helen Wright som Mrs. C.W. Sherwood.
- Charles Hill Mailes som Charles W. Sherwood.
- T.D. Crittenden som Rex Reynolds.